# Tornado Valley
Tornado Valley è un film per la televisione del 2009 diretto da Andrew C. Erin.